# Equilibrio idro-salino
L'equilibrio idro-salino (o equilibrio idro-elettrolitico) è il principio per il quale la concentrazione di soluti nell'ambiente acquoso di un organismo vivente viene mantenuta costante nel tempo, attraverso il controllo dell'assunzione e della perdita di liquidi e di sali minerali, principalmente a base di Na+, K+, Cl- e Ca2+. La necessità di mantenere il valore di concentrazione è dovuta al fenomeno dell'osmosi. La regolazione dell'equilibrio idro-salino è un sistema di controllo omeostatico. 
L'ambiente interno degli organismi viventi è sempre una soluzione acquosa. La membrana semipermeabile delle cellule può in genere essere attraversata liberamente dall'acqua, mentre la permeabilità agli ioni è ridotta o assente (a seconda della concentrazione di specifiche proteine di membrana). Negli organismi monocellulari lo scambio avverrà direttamente con l'ambiente, negli organismi pluricellulari con il liquido interstiziale o il plasma, oltre che con l'ambiente esterno.

Effetto della pressione osmotica sulle cellule del sangue in funzione della tonicità della soluzione.

Se l'ambiente esterno alla cellula è ipertonico (a maggiore concentrazione di ioni non diffusibili) rispetto ad essa l'acqua tenderà ad uscire dalla cellula per riequilibrare la concentrazioni nei due compartimenti e la cellula tenderà a raggrinzirsi. Viceversa se l'ambiente esterno è ipotonico (a minore concentrazione di ioni indiffusibili) l'acqua tenderà ad entrare nella cellula, facendola aumentare di volume. Queste modificazioni di volume, in presenza di una pressione osmotica abbastanza intensa, possono portare alla rottura della membrana plasmatica e quindi alla lisi. Risulta evidente quindi l'estrema importanza dell'equilibrio idro-salino per la sopravvivenza di un organismo. Solo negli organismi vegetali questa necessità viene meno, in quanto questi oppongono alla pressione osmotica una resistenza meccanica grazie alla parete cellulare di cellulosa.
La regolazione dell'equilibrio idrosalino negli organismi dotati di apparato circolatorio è strettamente collegata alla regolazione della pressione sanguigna.

## Organismi acquatici
Gli organismi acquatici regolano il proprio equilibrio idrosalino assumendo acqua dall'ambiente o liberandola. La situazione differisce in base alla salinità dell'ambiente stesso, anche per gli organismi pluricellulari, in quanto questi raramente hanno un tegumento impermeabile. Per gli organismi che vivono in mare (o comunque in acque salate) è necessario assumere attivamente acqua dall'ambiente (per esempio per via alimentare), che è ipertonico, mentre per gli organismi che vivono in acque dolci è necessario espellere attivamente acqua, che tende ad entrare dall'ambiente ipotonico. I protozoi accumulano l'acqua in un vacuolo da cui successivamente la espellono. Gli organismi pluricellulari hanno sviluppato numerosi sistemi di accumulo ed espulsione dell'acqua in eccesso. Nei vertebrati la funzione di regolazione dell'equilibrio idrosalino è affidata ad organi specifici, i reni.

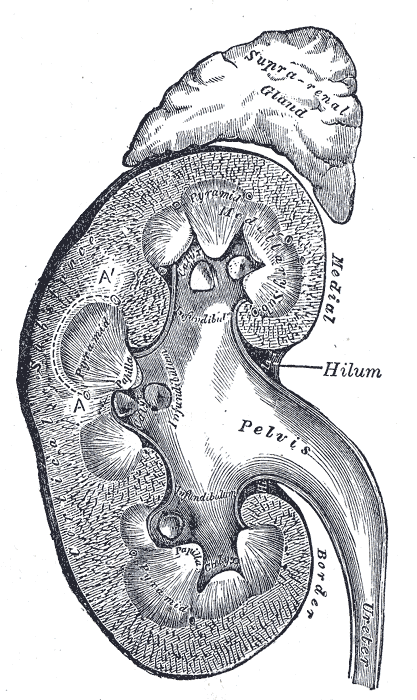
un rene umano

## Organismi terrestri
Gli organismi terrestri hanno maggior difficoltà ad assumere acqua dall'ambiente; pertanto, la regolazione dell'equilibrio idro-salino viene affidata soprattutto a meccanismi di tipo conservativo, che sono in grado di ridurre l'espulsione di acqua, producendo urina con alta concentrazione di ioni, abbassando così la concentrazione osmotica dell'organismo, o viceversa trattenere ioni ed espellere urine diluite, aumentando così la concentrazione. Queste regolazioni sono necessarie per controbilanciare l'ingresso irregolare di sali attraverso l'alimentazione e, nei mammiferi, la perdita di acqua e sali attraverso il sudore. Molti organismi che vivono in ambienti in cui l'acqua è scarsa, o che comunque si allontanano molto dall'acqua, hanno sviluppato meccanismi di accumulo, che gli consentono di resistere, senza assumere acqua, anche per periodi di tempo molto lunghi.
La regolazione dell'equilibrio osmotico è ulteriormente complicata dal fatto che il processo deve essere integrato con la necessità dell'organismo di mantenere una volemia più o meno costante, di provvedere all'escrezione dei metaboliti tossici e alla regolazione dell'equilibrio acido-base.
Ai meccanismi di conservazione dell'acqua si uniscono quindi meccanismi comportamentali, come la sete, che spinge a cercare l'acqua, e la fame di sale, che spinge ad assumere cibi salati.